# Paranotoniscus tuberculatus
Paranotoniscus tuberculatus is een pissebed uit de familie Styloniscidae. De wetenschappelijke naam van de soort is voor het eerst geldig gepubliceerd in 1932 door Thomas Theodore Barnard.